# Potter Tarn
Der Potter Tarn ist ein See im Lake District, Cumbria, England. Der See liegt östlich von Staveley und westlich des Potter Fell.
Der See wurde als Stausee für eine Papiermühle angelegt. Der Wasserstand des Sees wurde 1990 gesenkt, als seine Staumauer abgesenkt wurde und ein neuer Abfluss angelegt wurde.
Die Ableitung eines unbenannten Flusses bildet den Zufluss an seiner Nordseite. Der Abfluss des Sees an seiner Ostseite vereinigt sich wieder mit dem unbenannten Fluss seines Zuflusses. In diesen Abfluss mündet auch der Abfluss des östlich gelegenen Gurnal Dubs. Der unbenannte Wasserlauf mündet bei Bowston nördlich von Burneside in den River Kent.